# قائمة ملوك مملكة أرمينيا الصغرى
كانت مملكة أرمينيا الصغرى دولة تأسست في العصور الوسطى على يد اللاجئين الأرمن؛ الفارين من الغزو السلجوقي لأرمينيا. تأسست في البداية على يد فرع من سلالة باغراتيوني الحاكمة الأكبر التي تولت في أوقات مختلفة عرش أرمينيا وجورجيا. لاحقا سقطت المملكة في يد المماليك، ومنذ ذلك الحين أصبح حاملو اللقب مجرد مطالبين بالعرش. تنازلت شارلوت ملكة قبرص عن العرش لآل سافوي في 1485، ولم يعد اللقب مستخدمًا حتى بعد 1861.